# Alyssum linifolium
Alyssum linifolium är en korsblommig växtart som beskrevs av Christian Friedrich Stephan. Alyssum linifolium ingår i släktet stenörter, och familjen korsblommiga växter.

## Underarter
Arten delas in i följande underarter:
- A. l. linifolium
- A. l. teheranicum